# 拉各斯轨道交通
拉各斯轨道交通（英語：Lagos Rail Mass Transit）是尼日利亚拉各斯的城市轨道交通系统。拉各斯轨道交通的管理机构为拉各斯都会区交通局（LAMATA）。铁路设施，包括电力、信号、车辆、和收费设施将在特许合约的框架下由私营公司提供。交通局负责政策、管理和建设。
拉各斯轨道交通的第一部分，即蓝线的第一阶段，原计划在2011年完工，然而工期因资金短缺和政府变动而多次延长。2021年2月，拉各斯州政府宣布，蓝线和红线将在2022年12月开通。2023年1月24日，蓝线开始试运营，同年9月4日正式开通，尼日利亚成為繼阿爾及利亞和埃及後第3個擁有地鐵系統的非洲國家。

## 历史
在拉各斯建设轨道交通的计划最早出现在1983年，由时任拉各斯州州长Lateef Jakande提出。1985年，最初的轨道交通计划被时任尼日利亚领导人穆罕默杜·布哈里废除，（7800万美元的损失）。2000年代初期，时任拉各斯州州长博拉·蒂努布重新提出了发展轻轨的计划，并于2003年12月正式宣布动工。这项计划投资额度为1.35亿美元，属于更大的、由交通局实施的拉各斯城市交通计划。交通局最初希望的是发展一套巴士快速交通系統，计划路线从拉各斯岛到12里（Mile 12，科索费东北部）；2008年，交通局决定推进轨道交通项目，并初步决定发展蓝线和红线。
中国土木工程集团中标了蓝线工程，CPCS公司提供咨询服务。蓝线长27.5公里，从M到O，沿途设13个车站，预计全程用时35分钟。蓝线享有独立路权；在O到I区间，线路铺设在拉各斯-B高速公路中间预留的位置，在I以南，线路以高架跨过高速公路，从国家艺术剧院南侧经过，到I，接着线路向南进入拉各斯岛并止于M。车辆的设置于O。
2008年4月，拉各斯州政府批准了700亿奈拉的资金用于蓝线的建造计划。蓝线原计划在2011年竣工，囿于资金短缺，竣工日期只能不断延后，从2013年6月到2016年12月再到2017年；到2016年11月，蓝线仅完工了16公里的线路。2018年8月，交通局与阿爾斯通签订合约，邀请其评估轻轨系统。评估完成后，州政府宣布蓝线将在2022年开门迎客。同时，合约也约定了部分线路的电气化工程。2021年拉各斯轻轨红线开始施工，同样由中国土木工程集团施工。
2022年12月21日，拉各斯轻轨蓝线项目一期工程竣工。2023年1月24日，尼日利亚总统布哈里出席剪彩仪式，宣布蓝线一期工程段开始试运营，共5个车站。同年9月4日正式开通。2024年2月29日拉各斯轻轨红线伊凱賈 (Ikeja) - 奥英博 (Oyingbo)，26.3公里、7个车站开始运营，红线与中国协助建设的拉伊铁路共线，预计9月延伸与蓝线接续，红线長27公里，设8个车站。

## 使用车辆

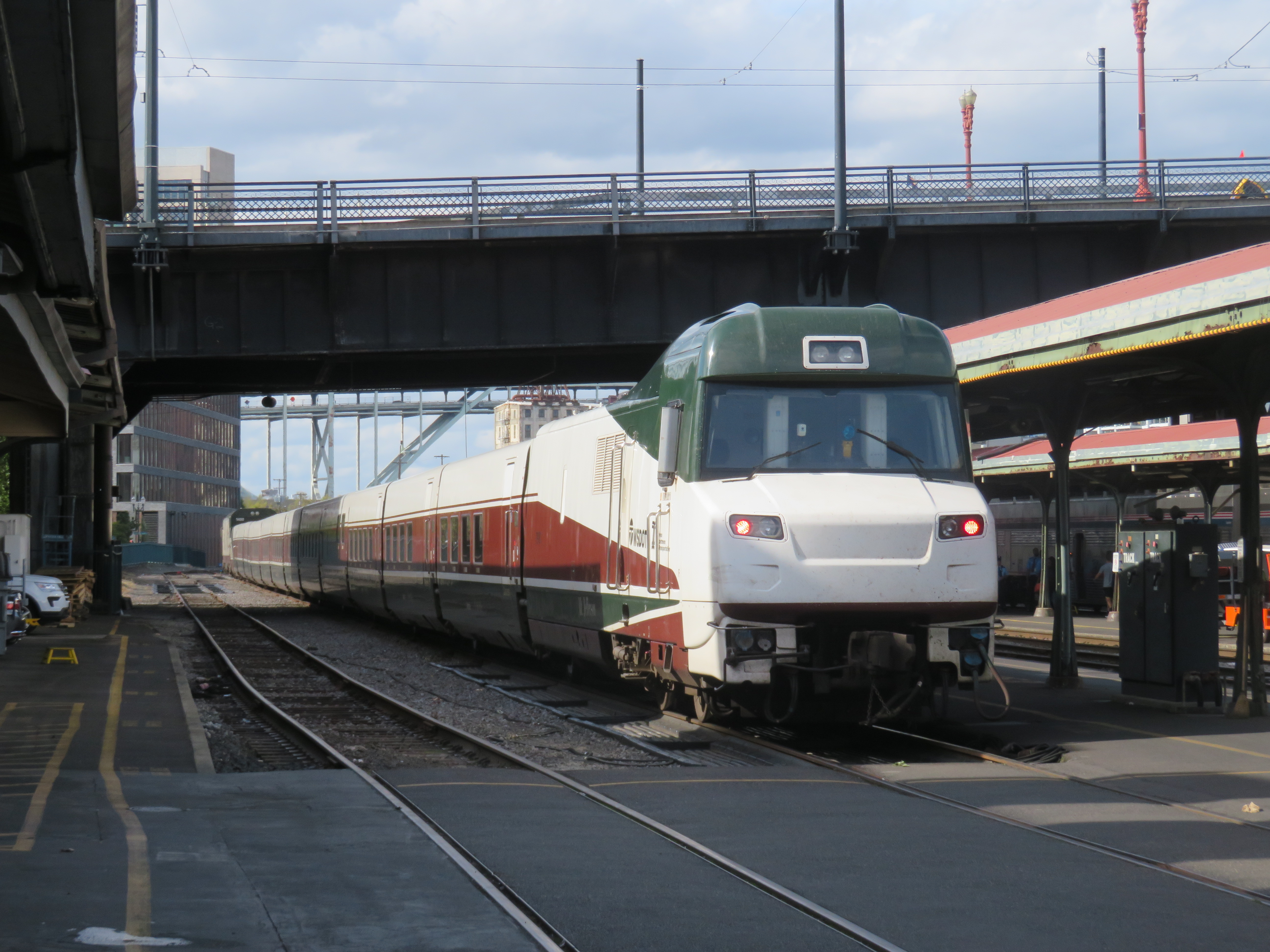
美铁所属的Talgo VIII列车

2011年9月，交通局宣布将引进一些曾服役于多倫多公車局的H5型列车。按计划，列车将在美国境内翻新，并改为标准轨距，再服务于2条新线。原先的合约中，H6型列车也将同步引进，但是后来未成事。引进的列车为2辆双联机组组成的4节车厢，每节车厢的1个角落里都有驾驶室。
2015年1月，交通局改变主意，决定引进中国制造的列车，并向中车大连机车车辆订购了15列电力、内燃混合动力列车，并预留另外14列的选择权。因此，原计划翻新的76列H5型列车，本已经运往水牛城，在2015年8月被放弃。2016年中车大连开始交付列车，列车为两动两拖四节编组，最高时速100公里，采用第三轨供电。
2022年1月，拉各斯州州長巴巴吉德·桑沃-奧盧訪問美國威斯康辛州，購買兩列塔爾高的Talgo VIII列車用於紅線運營。Talgo VIII为动力集中式列车，有列车倾斜装置，该列车原定用于海華沙线列車延伸，但威斯康辛州在2010年否决延伸建设，已向塔爾高订购的兩列列車被迫闲置，直到塔爾高将其出售给拉各斯。